# Heinrich Adolph

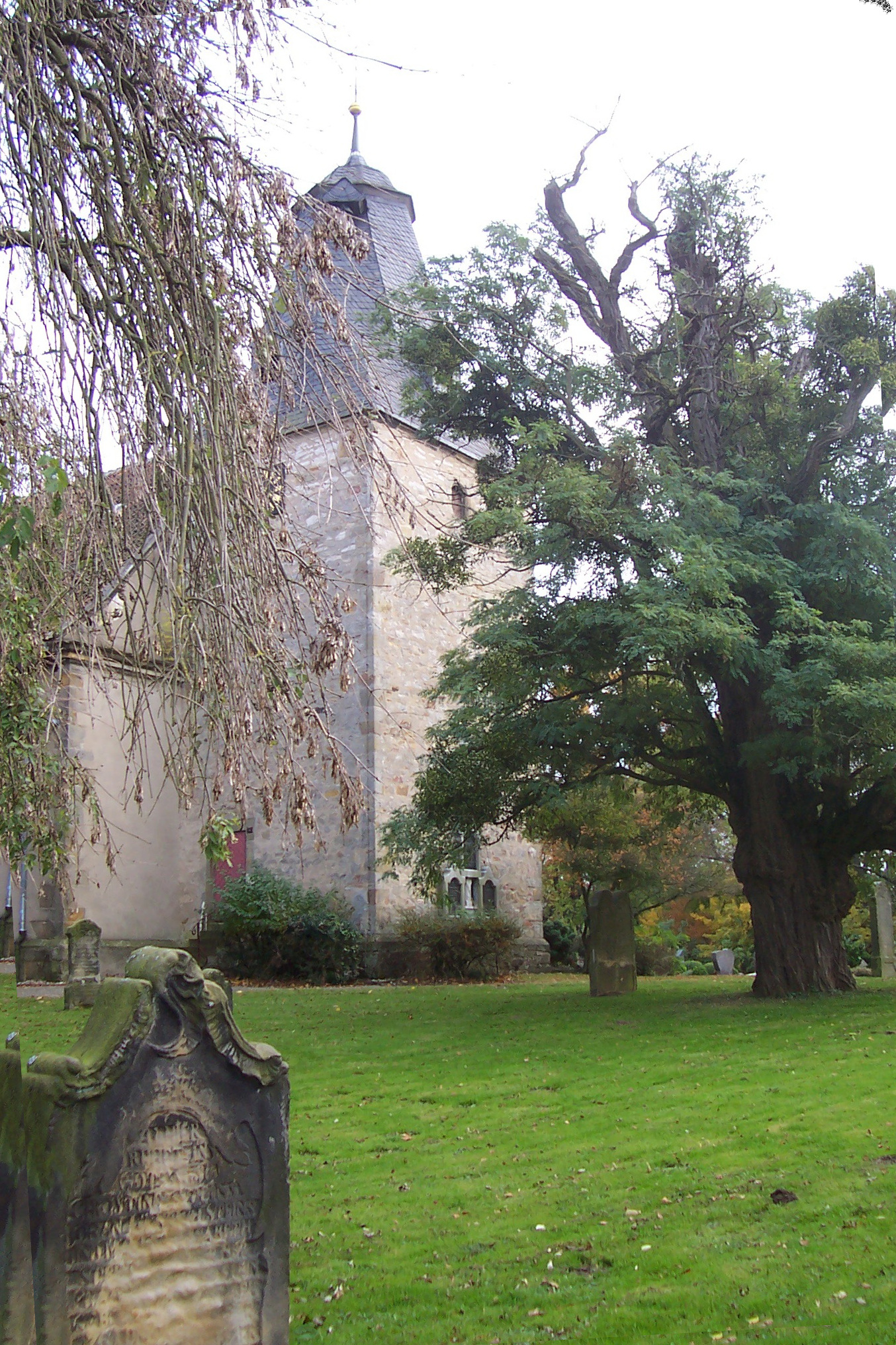
Kirchturm und alter Kirchhof in Heinde

Heinrich Konrad Christian Philipp Adolph (* 17. Dezember 1836 in Nordstemmen; † 29. April 1914 in Nordhausen) war ein niedersächsischer Pastor und Autor biografischer Erinnerungen von lokalhistorischer Bedeutung.

## Leben

### Eltern und Kindheit
Adolph erlebte seine frühe Kindheit im Pastorenhaus seines Geburtsortes zusammen mit neun Geschwistern in der Obhut seiner Eltern. Seine Mutter war Johanne Dorothe Amalia Adolph (1803–1880), die Tochter eines Artilleristen namens Heinrich Schmidt, der am Gymnasium in Göttingen Mathematik lehrte und in die alte Patrizierfamilie Cassius eingeheiratet hatte. Sein Vater Johann Heinrich Carl Adolph (1801–1873) war ein Sohn des Stadtförsters Johann Anton Adolph und von 1831 bis 1847 Pastor in Nordstemmen, später in Heiligenfelde (Syke).

### Schule und Studium
Spät erst, im Alter von dreieinhalb Jahren sprach Heinrich sein erstes Wort und kämpfte wohl stets „mit einer schweren, ungefügigen Zunge“. Zusammen mit seinem Bruder Carl (1839–1880) wurde er 1852, vorbereitet durch den Schulunterricht des Vaters, zunächst mit Vorbehalt in die Tertia des Gymnasiums Andreanum in Hildesheim aufgenommen.
1857 immatrikulierten sich die beiden Brüder in Göttingen. Während der Jüngere die Fächer Mathematik und Naturwissenschaft wählte, wandte sich Heinrich Adolph, entgegen dem Rat seiner Lehrer, aber dem väterlichen Vorbild und Wunsch entsprechend, der Theologie zu. 1860 gründete er zusammen mit Eduard Kreuzhage, dessen Bruder Karl und fünf weiteren Freunden  in Göttingen den Studenten-Gesangverein der Georgia-Augusta. 1861 absolvierte Adolph sein erstes theologisches Examen.

### Hauslehrer und Ausbildung zum Pastor
Sogleich nach dem Examen bekam er eine einträgliche Stelle als Hauslehrer auf einer Domäne in Vienenburg. Die Chance, eine dort geplante Privatschule leiten zu können, nahm er nicht wahr, sondern legte Anfang des Jahres 1864 in Hannover sein zweites Examen ab. Danach übersiedelte er zur weiteren Ausbildung ins Predigerseminar Loccum. Dort hospitierte er zwei Jahre unter Friedrich Rupstein. Mit Empfehlungen ausgestattet, ging Adolph am 3. Oktober 1866 nach Hannover, um eine dotierte Stelle im Kooperatoren-Seminar anzutreten. Von dort aus wurde er in Himbergen in der Göhrde als Kooperator eines erkrankten Pastors eingesetzt. Diese Aufgabe beanspruchte ihn psychisch und körperlich überaus stark. Als er das Vertrauen der Gemeinde verlor, bewarb er sich um eine vakante Pastorenstelle in Heinde. Ab Februar 1867 erlebte er dort seine glücklichsten Lebensjahre.

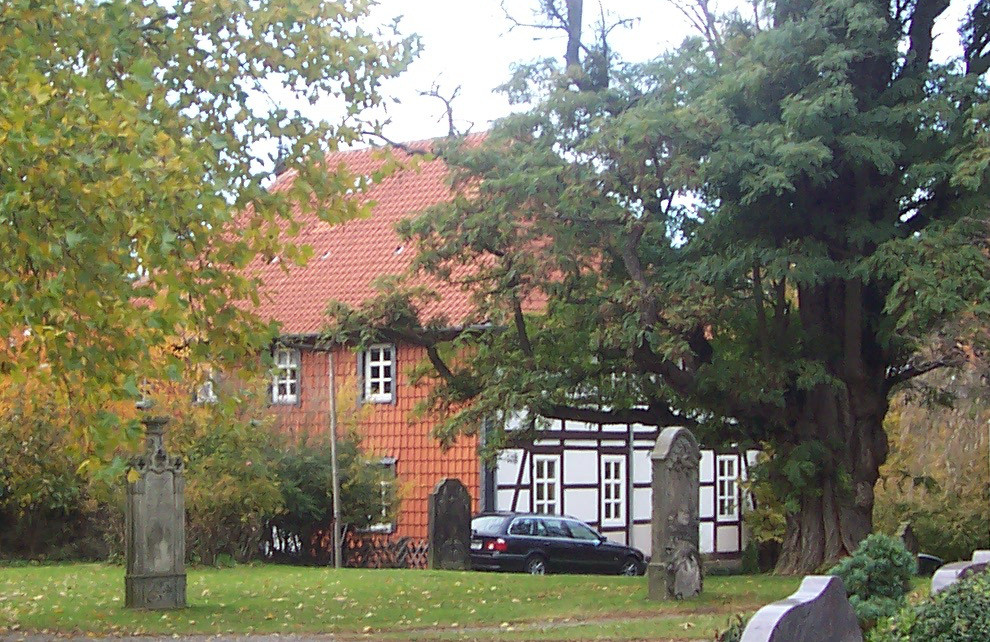
Heinde Pastorenhaus am alten Kirchhof

### Krise
Adolphs Glücksstern begann zu sinken, als in Hildesheim die Sektion des Norddeutschen Protestantenvereins aktiv wurde und es zu öffentlich verbreiteten Streitgesprächen zwischen orthodoxen und liberalen Vertretern der evangelischen Kirche kam.
In den Jahren 1876 bis 1879 besetzte Adolph eine Pastorenstelle in Jerstedt. Anschließend wurde er Pastor in Bevenrode. Von 1898 an verbrachte er seinen Ruhestand in Braunschweig.

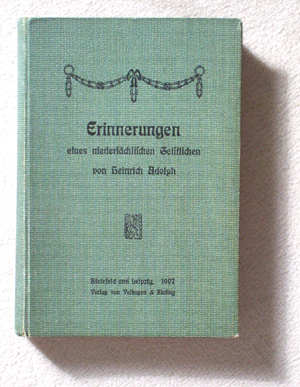
Heinrich Adolph: Erinnerungen. 1907. (Bucheinband)

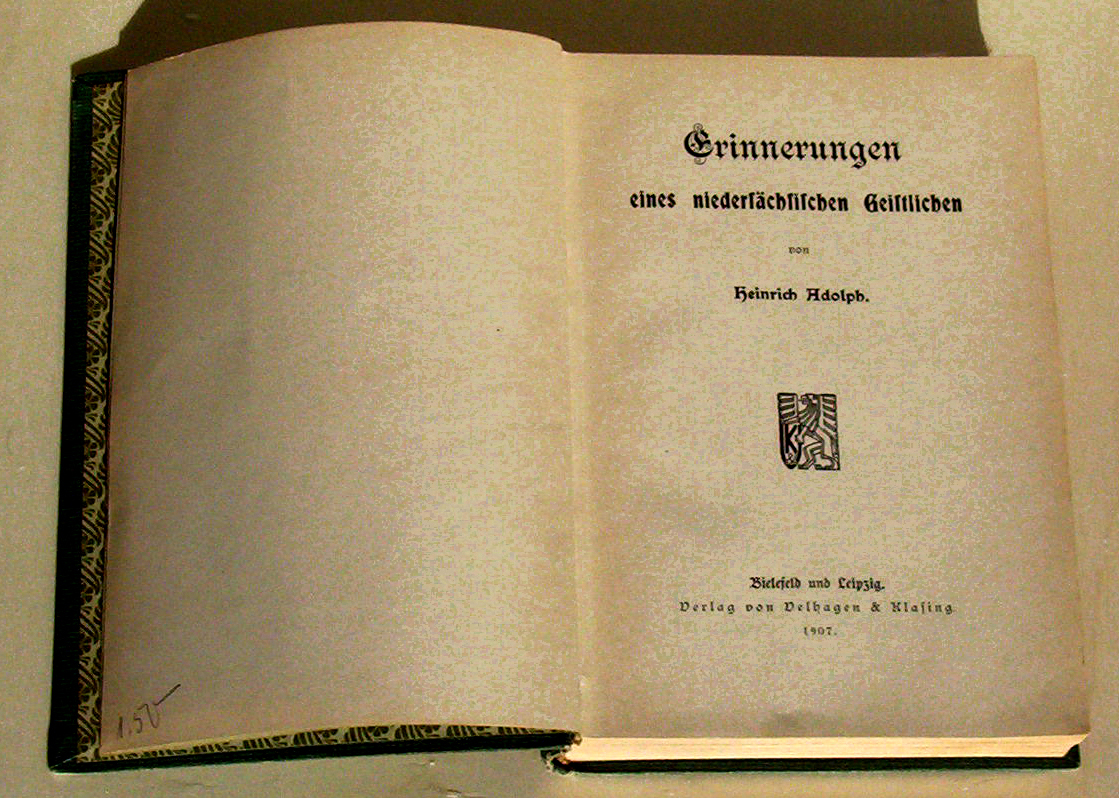
Heinrich Adolph: Erinnerungen. 1907. (Schmutztitel)

## Tod
Am 29. April 1914 starb Heinrich Adolph im Alter von 77 Jahren in Nordhausen.

## Schriften
- Wie hat sich die Kirche gegen die Verächter der Taufe und Trauung zu verhalten? Braunschweig 1885.
- Erinnerungen eines niedersächsischen Geistlichen. Bielefeld/Leipzig 1907. (Die ersten Abschnitte seiner Lebenserinnerungen wurden vorab im Sonntagsblatt Der Reichsbote, Berlin, veröffentlicht)